# Alfred Michel Bonno
Alfred Michel Bonno, né le 24 mars 1848 à Épernay et mort le 10 septembre 1921 à Meaux, est un ecclésiastique français.
Passionné d'histoire et d'archéologie, il fonde la Société Archéologique et Historique de Chelles.

## Biographie
À sa naissance, son père Jean Michel  Bonno, cordonnier, est âgé de 31 ans, sa mère Adèle Françoise de 21 ans.
Il entreprend des études de théologie au séminaire de Meaux  mais il doit les interrompre du fait de la guerre de 1870. Ordonné prêtre le 2 juillet 1873, il part au service de la paroisse de Dhuisy, puis celle de Bombon en 1881 où il écrira son premier ouvrage et enfin Étrépilly en 1884. Dans cette dernière, il donnera des conférences sur la géologie et la Préhistoire en Seine-et-Marne et y fondera une Société de secours mutuel.
En 1891, il est nommé et chargé de la cure de Chenoise.
À Provins, il fonde une société d’histoire et d’archéologie, puis en mai 1899, il est nommé à Chelles, où il succède à l’abbé Clément Torchet. Ce dernier lui lègue une église flambant neuve qu'il a fait entièrement restaurer. Le 20 mai 1904, il fonde la Société Archéologique et Historique de Chelles. Dans la continuité, il publie des documents sur l’abbaye de Chelles, des études sur le silex et autres objets découverts lors de ses fouilles. En juin de la même année, il présentera une étude sur les « ballastières de Chelles. »  lors du congrès des sociétés savantes à la Sorbonne.
La loi du 9 décembre 1905 décidant de la séparation des Églises et de l’État, l'abbé Bonno reçoit pour mission de protéger les biens privés en les restituant à leurs propriétaires légitimes. Jusqu'en novembre 1911, il exerce sa charge à Chelles puis devient  chanoine de la cathédrale de Meaux. Malgré cette nouvelle affectation, il garde avec Chelles une grande affection  et à sa mort, le  10 septembre 1921, à l'âge de 72 ans, après le service funèbre célébré à Meaux, il sera inhumé au cimetière ancien de Chelles à côté du Chanoine Torchet.
Homme d’esprit, collectionneur passionné et bibliophile éclairé, l’abbé Bonno possédait quelques manuscrits rares et éditions anciennes dont le Roman de la Rose du XVIe siècle. Il léguera toutes ses collections et découvertes faites lors de ses fouilles archéologiques à la ville de Chelles. Le Conseil municipal validera ce legs en 1922 et en 1955 ouvrira le musée qui porte son nom,,.

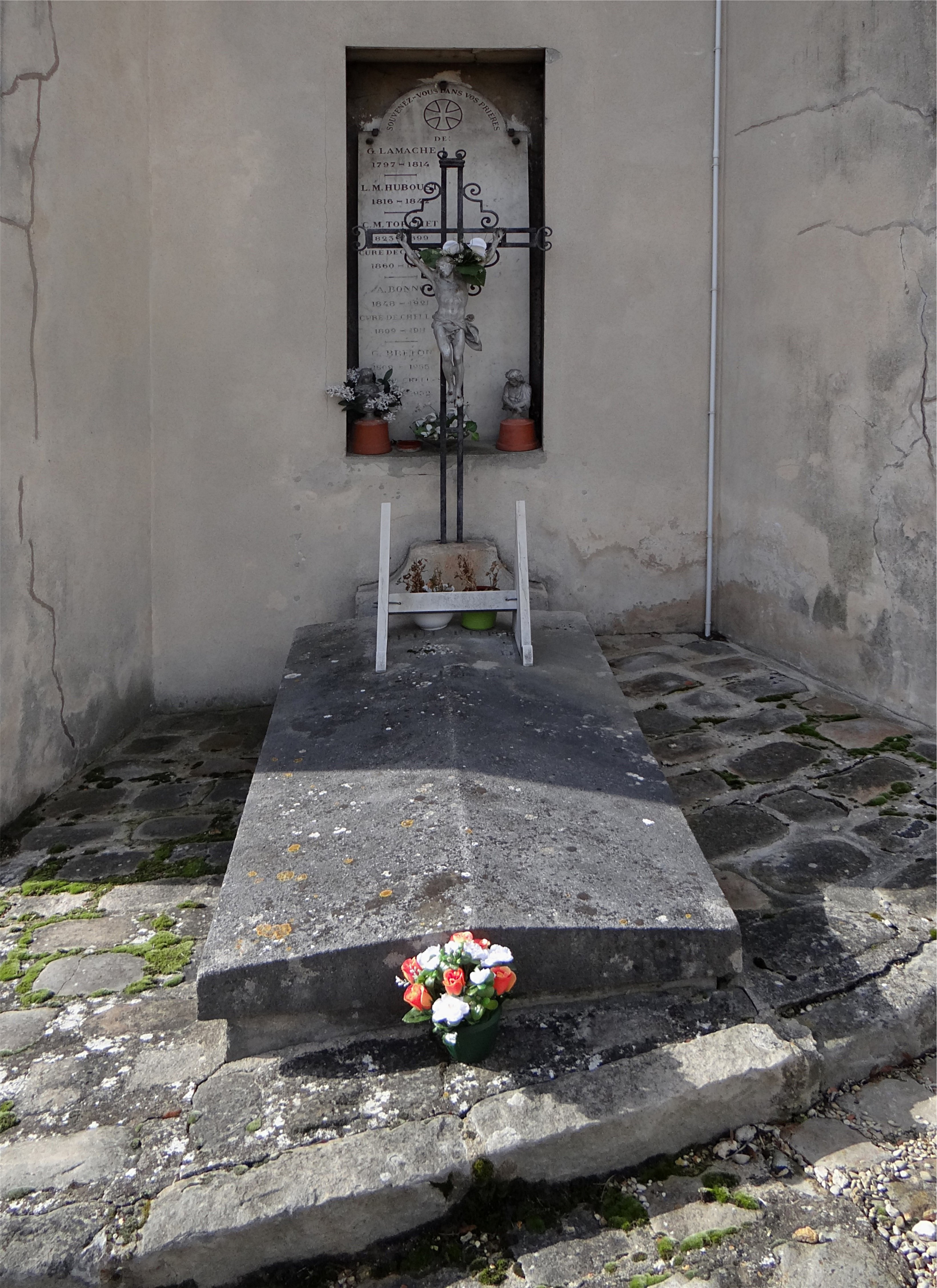
Sépulture de l'Abbé Bonno (Ancien cimetière de Chelles)
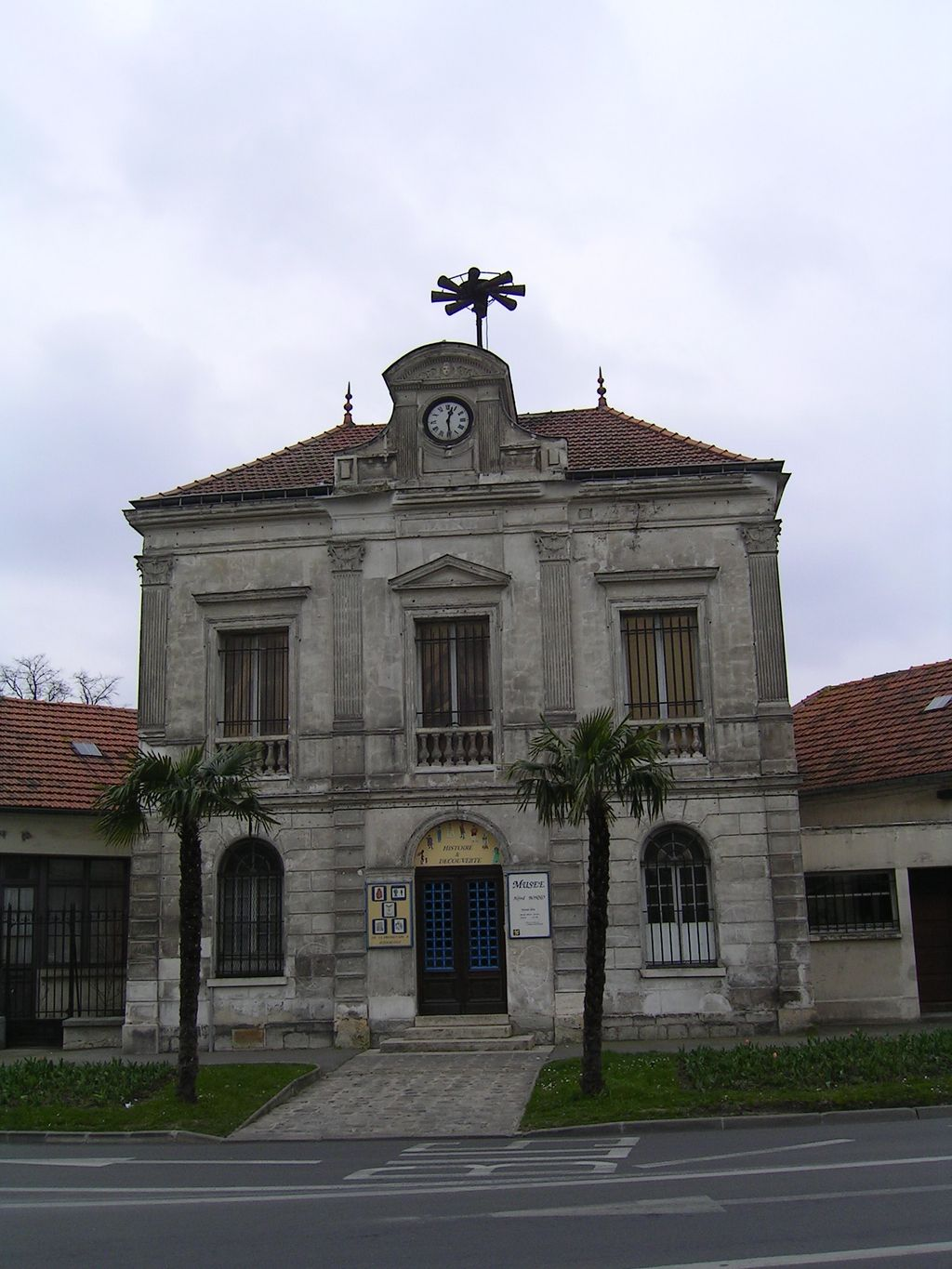
Musée Alfred Bonno, place de la République.

## Ouvrages
- Notice historique sur le prieuré de Granchamp : ordre de Cluny, diocèse de Meaux, Imprimerie de l'Ouest, A. Nézan, 1888, 38 p. (lire en ligne). (commune de Jaignes)
- Études sur le Monastère de Fontaine-les-Nonnes (commune de Douy-la-Ramée)
- La Collégiale Saint-Martin de Champeaux, publié dans le Bulletin de Provins
- L'Abbaye de la forêt de Jouy-le-Châtel, publié dans le Bulletin de Provins[Note 3].